# Athetis flacourti
Athetis flacourti är en fjärilsart som beskrevs av Pierre E.L. Viette 1963. Athetis flacourti ingår i släktet Athetis och familjen nattflyn. Inga underarter finns listade i Catalogue of Life.